# 459 a.C.

## Eventos
- Quinto Fábio Vibulano, pela terceira vez, e Lúcio Cornélio Maluginense Uritino, cônsules romanos.
- Atenas vence Mégara.
- Plistóanex, da Dinastia Ágida, foi feito rei de Esparta (m. 409 a.C.).

### Guerra entre Atenas e a Pérsia
- Aquêmenes, após refrescar suas tropas no Rio Nilo, se prepara para a batalha; seus inimigos, os rebeldes egípcios e líbios liderados por Inaro, esperam a chegada dos atenienses.[1]
- Os atenienses invadem e controlam o Nilo. Inaro e Caramitis, comandante dos atenienses, derrotam os persas. Na batalha lutaram 40 (Ctésias) ou 200 (Diodoro) navios atenienses contra 50 persas.[1]
- Na batalha terrestre, pela vantagem numérica, os persas começam vencendo, mas após os atenienses forçarem um ataque, os persas debandam, e são massacrados. 100.000 persas são mortos, inclusive Aquêmenes, pelas mãos do próprio Inaro, cujo corpo foi levado a Artaxerxes.[1]
- Os atenienses tomam dois terços de Mênfis, e atacam os persas e medos que se refugiram atrás da "muralha branca".[1]

## Mortes
- Plistarco, rei de Esparta. Pertenceu à Dinastia Ágida. (N. 486 a.C.)
- Aquêmenes, sátrapa do Egito, que poderia ser tio (Heródoto), tio-avô (Diodoro Sículo) ou irmão (Ctésias) de Artaxerxes I.[1]